# Arjonilla
Arjonilla település Spanyolországban, Jaén tartományban. Arjonilla Andújar, Arjona és Marmolejo községekkel határos. Lakosainak száma 3531 fő (2024).

## Népesség
A település népessége az elmúlt években az alábbi módon változott:
| Lakosok száma | 3951 | 3935 | 3886 | 3851 | 3830 | 3764 | 3654 | 3575 | 3535 | 3531 |
|               | 2001 | 2004 | 2007 | 2009 | 2012 | 2014 | 2017 | 2019 | 2022 | 2024 |